# Marcel Reuter
Marcel Reuter (* 25. März 1982 in Neunkirchen) ist ein deutscher Badmintonspieler.

## Karriere
Marcel Reuter machte erstmals in den hohen Nachwuchsaltersklassen auf sich aufmerksam, bevor er in den 2000er Jahren zum Nationalspieler bei den Erwachsenen avancierte. 2008 wurde er dann erstmals deutscher Mannschaftsmeister mit dem 1. BC Bischmisheim. Bei den Einzelmeisterschaften der folgenden zwei Jahre gewann er jeweils Bronze im Herreneinzel. Am 10. Juli 2013 gab Marcel das Ende seiner internationalen Karriere bekannt.

## Sportliche Erfolge
| Saison    | Veranstaltung                         | Disziplin    | Platz | Name |
| --------- | ------------------------------------- | ------------ | ----- | --- |
| 1994/1995 | Deutsche Mannschaftsmeisterschaft U18 | Mannschaft   | 1     | FC Langenfeld (Mike Joppien, Björn Joppien, Lutz Ullmann, Christian Baudewin, Marcus Berghaus, Andreas Wölk, Sven Reuter, Jessica Willems, Katrin Loewe, Nicole Krause)           |
| 1995/1996 | Deutsche Mannschaftsmeisterschaft U18 | Mannschaft   | 1     | FC Langenfeld (Mike Joppien, Björn Joppien, Christian Baudewin, Andreas Wölk, Sven Reuter, Johannes Bilo, Denise Otto, Nina Willems, Kerstin Rommel)                              |
| 2001/2002 | Deutsche Einzelmeisterschaft U22      | Herrendoppel | 3     | Benjamin Woll / Marcel Reuter (TuS Wiebelskirchen) |
| 2002/2003 | Deutsche Einzelmeisterschaft U22      | Herrendoppel | 2     | Marcel Reuter / Benjamin Woll (TuS Wiebelskirchen) |
| 2002/2003 | Deutsche Einzelmeisterschaft U22      | Herreneinzel | 1     | Marcel Reuter (TuS Wiebelskirchen) |
| 2003/2004 | Deutsche Einzelmeisterschaft U22      | Herreneinzel | 2     | Marcel Reuter (TuS Wiebelskirchen) |
| 2003/2004 | Deutsche Einzelmeisterschaft U22      | Herrendoppel | 3     | Benjamin Woll / Marcel Reuter (TuS Wiebelskirchen) |
| 2003/2004 | Deutsche Mannschaftsmeisterschaft     | Mannschaft   | 3     | TuS Wiebelskirchen (Benjamin Woll, Uwe Ossenbrink, Michaela Peiffer, Elena Nozdran, Roman Spitko, Ingo Kindervater, Marcel Reuter)                                                |
| 2006/2007 | Deutsche Hochschulmeisterschaften     | Herreneinzel | 3     | Marcel Reuter (WG Saarbrücken) |
| 2007/2008 | Deutsche Mannschaftsmeisterschaft     | Mannschaft   | 1     | 1. BC Bischmisheim (Jochen Cassel, Vladislav Druzchenko, Michael Fuchs, Kristof Hopp, Kestutis Navickas, Marcel Reuter, Roman Spitko, Thomas Tesche, Xu Huaiwen, Johanna Persson) |
| 2008/2009 | Deutsche Einzelmeisterschaft          | Herreneinzel | 3     | Marcel Reuter (1. BC Bischmisheim) |
| 2009/2010 | Deutsche Einzelmeisterschaft          | Herreneinzel | 3     | Marcel Reuter (1. BC Bischmisheim) |
| 2012      | Romanian International                | Herreneinzel | 1     | Marcel Reuter |